# Hakan Keleş
Hakan Keleş (Sakarya, 8 gennaio 1972) è un allenatore di calcio ed ex calciatore turco, di ruolo attaccante.